# Annales (Zeitschrift)
Annales ist eine geschichtswissenschaftliche Fachzeitschrift, die von der Elite-Hochschule École des Hautes Études en Sciences Sociales unter Mitwirkung des Centre national de la recherche scientifique in Paris herausgegeben wird. Seit dem Jahr 2016 wird die Zeitschrift in englischer Sprache von der University of Cambridge vertrieben.

## Geschichte
Die Annales wurden 1929 von Marc Bloch und Lucien Febvre in Strasbourg als Annales d’histoire économique et sociale begründet. Publiziert wurden Arbeiten, in denen verschiedene humanwissenschaftliche Disziplinen für die Geschichtswissenschaft fruchtbar gemacht wurden. Aus der methodologischen Herangehensweise an die Geschichtswissenschaft unter Einbeziehung anderer Disziplinen entwickelte sich die nach der Zeitschrift benannte Annales-Schule, die bis heute in den Annales publiziert.
Im Verlauf ihres Erscheinens wurden die Annales mehrfach umbenannt. Die Annales d’histoire économique et sociale wurde 1939 in Annales d’histoire sociale umbenannt, 1942 in Mélanges d’histoire sociale und 1945 wieder zurück in Annales d’histoire sociale. Im Jahr darauf, in dem sie von der auf den interdisziplinären Ansatz hin ausgelegten Hochschule École des Hautes Études en Sciences Sociales herausgegeben wurde, erhielt sie schließlich den Titel Annales. Économies, Sociétés, Civilisations (Annales ESC), der bis 1993 beibehalten wurde. Seitdem erscheinen die Annales unter Annales. Histoire, Sciences Sociales (Annales HSS).
Als einflussreichster Herausgeber der Annales nach ihren Gründern gilt Fernand Braudel, der die Zeitschrift von 1956 bis 1968 verantwortete. Braudel entwickelte etwa das Konzept der „longue durée“; unter seiner Herausgeberschaft wurden grundlegende Aufsätze von Roland Barthes, Emmanuel Le Roy Ladurie oder Georges Duby in den Annales veröffentlicht.